# The Ventures
The Ventures – amerykański zespół grający rock instrumentalny, założony w 1958 przez dwóch pracowników cegielni w Tacoma – Dona Wilsona i Boba Bogle'a. Zespół kojarzony jest z nurtem surf rocka, w którego rozwoju miał duży udział, mylony bywa czasem z brytyjskim The Shadows.
W 2008 formacja została wprowadzona do Rock and Roll Hall of Fame.

## Skład

### Obecny skład
- Gerry McGee – gitara – dołączył w 1968
- Bob Spalding – gitara i gitara basowa – dołączył w 1981
- Leon Taylor – perkusja – dołączył w 1996 po odejściu ojca, Mel Taylor

### Byli członkowie
- Don Wilson – gitara rytmiczna – współzałożyciel w 1958, zmarł 22 stycznia 2024

- Nokie Edwards – gitara – dołączył w 1960, zmarł 12 marca 2018[2]
- Bob Bogle – gitara i bas – współzałożyciel w 1958, zmarł 14 czerwca 2009
- Mel Taylor – perkusja – członek od 1962 – 1996, zmarł 11 sierpnia 1996